# Jan Badura (piłkarz)
Jan Badura (ur. 20 grudnia 1907 w Bismarckhütte jako Jan Waschek, zm. 14 sierpnia 1975 w Mannheim) – piłkarz, środkowy pomocnik, reprezentant Polski. Nazwisko zmieniono mu 20 czerwca 1908.
W reprezentacji Polski zadebiutował 23 sierpnia 1931 w meczu z Rumunią. Po raz drugi w barwach narodowych wystąpił 16 lutego 1936 w spotkaniu z Belgią.